# Nick Foles
Nicholas Edward „Nick“ Foles (* 20. Januar 1989 in Austin, Texas) ist ein US-amerikanischer ehemaliger American-Football-Spieler auf der Position des Quarterbacks. Er stand zuletzt bei den Indianapolis Colts in der National Football League (NFL) unter Vertrag. Zuvor spielte Foles auch für die St. Louis Rams, die Kansas City Chiefs, die Philadelphia Eagles, die Jacksonville Jaguars und die Chicago Bears. Mit den Philadelphia Eagles gewann er den Super Bowl LII, in dem er zum Super Bowl MVP gewählt wurde.

## College
Foles besuchte 2007 zunächst die Michigan State University und spielte dort College Football für die Michigan State Spartans in der Big Ten Conference. Er spielte in diesem Jahr nur ein Spiel für das Team.
Nach seinem ersten Jahr am College wechselte Foles zur University of Arizona und musste deshalb im ersten Jahr in Arizona aussetzen. Danach spielte er von 2009 bis 2011 für die Arizona Wildcats in der Pacific-10 Conference und in der Pacific-12 Conference.
Insgesamt kam Foles in seinen vier Footballjahren am College auf 938 erfolgreiche Pässe bei 1.404 Passversuchen und schaffte dabei 10.068 Yards und 67 Touchdowns. Er warf zudem 33 Interceptions und erreichte ein Quarterback Rating von 138,1 Punkten.

## NFL

### 2012
Nick Foles wurde 2012 in der dritten Runde des NFL Drafts von den Philadelphia Eagles ausgewählt. Er unterschrieb einen Vertrag über vier Jahre und entwickelte sich zum Backup-Quarterback für Michael Vick. Sein Debüt feierte er am 11. November 2012 in der zehnten Woche gegen die Dallas Cowboys, nachdem Vick mit einer Gehirnerschütterung aus dem Spiel musste. Er warf einen Touchdown sowie eine Interception. Kurz vor Spielende verlor er beim Stand von 23:31 nach einem Sack den Ball, der darauffolgende Touchdown besiegelte die Niederlage der Eagles. Trotzdem und obwohl auch das darauffolgende Spiel mit Nick Foles verloren ging, hielt Head Coach Andy Reid an Foles fest und verkündete, Foles bleibe für die restliche Saison der Starting-Quarterback. Am 23. Dezember 2012 brach Foles sich im Spiel gegen die Washington Redskins die Hand, sodass er das Saisonfinale gegen die New York Giants nicht spielen konnte. Die Eagles verpassten die Play-offs in dieser Saison.

### 2013
Während der Vorbereitungen auf die Saison 2013 verkündete der neue Head Coach der Eagles, Chip Kelly, Vick und Foles würden um die Position des Starting-Quarterbacks kämpfen. Der Rookie Matt Barkley wurde als Backup verpflichtet. Letztendlich setzte sich Vick durch und absolvierte die ersten Spiele von Beginn an. Anfang Oktober zog sich Vick im Spiel gegen die New York Giants eine Muskelverletzung zu und fiel für das restliche Spiel aus. Foles warf als Ersatz 16 Pässe für 197 Yards und zwei Touchdowns, die Eagles siegten mit 36:21. Im folgenden Spiel gegen die Tampa Bay Buccaneers warf er 22 Pässe für 296 Yards und drei Touchdowns, zusätzlich lief er einen Touchdown selbst. Daraufhin wurde er zum NFC Offensive Player of the Week gekürt. In der folgenden Woche gegen die Dallas Cowboys kam er auf lediglich 80 Yards Raumgewinn und blieb ohne Touchdown, bevor er im letzten Viertel verletzungsbedingt aus dem Spiel genommen wurde. In Woche neun startete Nick Foles erneut, nachdem Vicks Verletzung zurückkehrte. Gegen die Oakland Raiders warf er, als jüngster Spieler in der Geschichte der NFL, sieben Touchdowns und egalisierte damit den Rekord. Er warf zudem keine Interception und erreichte ein perfektes Quarterback Rating von 158,3 – seit 1960 passierte dies erst zum 42. Mal. Dies brachte ihm zum zweiten Mal die Auszeichnung als NFC Offensive Player of the Week ein. Aufgrund der starken Leistungen begannen die Eagles auch die kommenden Spiele mit Foles.

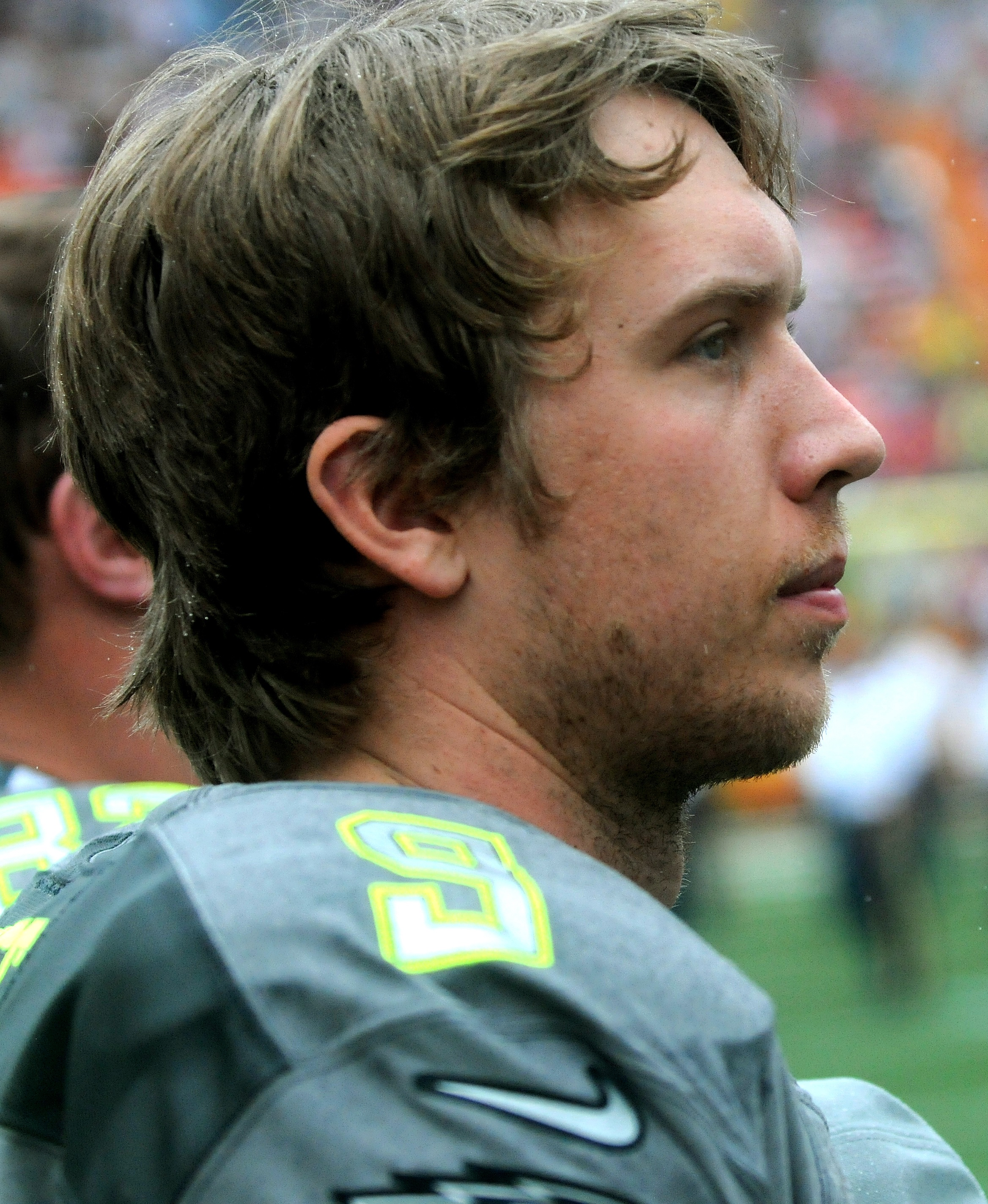
Foles beim Pro Bowl (2014)

Im Spiel der Woche zehn gegen die Green Bay Packers gelang ihm mit 149,3 erneut ein hohes Quarterback Rating, er warf zwölf Pässe für 228 Yards Raumgewinn und drei Touchdowns. Mit dem Rating von 149,3 wurde Foles der erste Quarterback, der einen Wert über 149 in zwei aufeinander folgenden Wochen erzielte. In Woche elf gegen die Washington Redskins am 17. November 2013 (24:16) warf Foles 298 Yards, keinen Touchdown und keine Interception; einen Touchdown erlief er selbst. Am 1. Dezember 2013 gegen die Arizona Cardinals (24:21) erreichte Foles 237 Yards mit drei Touchdowns. Insgesamt warf Foles in der Saison 27 Touchdownpässe bei zwei Interceptions und erreichte mit einem Quarterback Rating von 119,2 den höchsten Wert aller Quarterbacks in der Saison 2013 und den dritthöchsten Wert in der Geschichte der NFL. Das Verhältnis von 27 Touchdowns zu zwei Interceptions bedeutete einen Rekord für eine Regular Season. Zum ersten Mal seit 2010 erreichten die Eagles die Play-offs, in denen sie gegen die New Orleans Saints mit 24:26 verloren. In seinem Postseason-Debüt warf Foles 195 Yards, zwei Touchdowns und keine Interception und erreichte ein Quarterback Rating von 105,0. Foles wurde erstmals in den Pro Bowl gewählt.

### 2014
In der Saison 2014 war Foles bis zum 9. Spieltag Starting Quarterback, verletzte sich dann aber und erlitt einen Schlüsselbeinbruch. Er wurde auf die Injured Reserve List gesetzt und fiel den Rest der Saison aus.

### 2015
Nick Foles wechselte im Tausch für deren vorherigen Quarterback, Sam Bradford, zu den St. Louis Rams. Bei den Rams spielte Foles seine bisher schlechteste NFL-Saison. Er kam in elf Spielen auf nur sieben Touchdowns bei zehn Interceptions und einem Quarterback Rating von lediglich 69,0. Vor der Saison 2016 wurde er von den Rams, auf eigenen Wunsch, entlassen.

### 2016
Nach seiner Entlassung bei den Los Angeles Rams wurde Foles von den Kansas City Chiefs verpflichtet. Bei den Chiefs übernahm Foles die Rolle des Backup-Quarterbacks hinter Alex Smith. In Woche acht und neun kam Foles aufgrund einer leichten Verletzung von Smith zum Einsatz. Nick Foles erzielte drei Touchdowns und warf keine Interception. Ab Woche zehn ersetzte der genesene Smith ihn wieder.

### 2017
Nachdem er von den Kansas City Chiefs entlassen worden war, unterschrieb Foles bei seinem ersten Team, den Philadelphia Eagles, einen Vertrag über zwei Jahre, mit einem Gehalt bis zu 11 Millionen US-Dollar und garantierten 7 Millionen US-Dollar.
Nach dem Kreuzbandriss von Starting Quarterback Carson Wentz am 14. Spieltag der Regular Season übernahm Foles die Eagles als Startspieler und durfte für die Eagles in den darauffolgenden Play-offs spielen.

#### Super Bowl LII
Foles war Starting Quarterback der Eagles in allen drei Play-off-Spielen der Saison und erreichte 115,7 Punkte im Quarterback-Rating. Insgesamt kam er in den Play-off-Spielen und dem Super Bowl mit durchschnittlich 113,2 Punkten auf das bis dato beste Rating eines Quarterbacks der NFL-Postseason.
Die Eagles gewannen den Super Bowl LII mit 41:33 gegen die New England Patriots und Foles war mit einer sehr guten Leistung, die ihn zum Super Bowl MVP machte, maßgeblich am Sieg beteiligt. Er warf im Super Bowl 28 Pässe bei 43 Passversuchen für 373 Yards und 3 Touchdowns, was ihm ein Passer Rating von 106,1 Punkten einbrachte. Zusätzlich fing er in einem Trickspielzug (dem sogenannten Philly Special) kurz vor der Endzone des Gegners als erster Quarterback der Geschichte des Super Bowls einen Touchdown selbst.

### 2018
In der Saison 2018 war Foles erneut als Backup hinter Carson Wentz vorgesehen, der allerdings erst in Woche 3 vollständig von seinem Kreuzbandriss genesen war. In den ersten beiden Partien der Saison nahm daher Foles seinen Platz ein und zeigte dabei bei einem Sieg und einer Niederlage keine konstante Leistung. Nachdem Wentz ab dem 15. Spieltag wegen einer Rückenverletzung erneut ausfiel, wurde Foles für den Rest der Saison Starting Quarterback. Unter Foles gewannen die Eagles die letzten drei Partien.
In der letzten Partie der Regular Season gegen die Washington Redskins brachte Foles 25 Pässe in Folge an ihr Ziel und zog damit mit dem Rekord von Philip Rivers und Ryan Tannehill gleich. Die Eagles gewannen die Partie mit 24:0 und konnten dank einer gleichzeitigen Niederlage der Minnesota Vikings noch in die Play-offs einziehen.
Im Wild Card Game trat Foles mit den Eagles gegen die Chicago Bears an. Foles warf bei einem knappen 16:15-Sieg zwei Touchdowns und zwei Interceptions bei 266 Yards. In der Divisional Round gegen die New Orleans Saints brachte Foles 18 von 31 Pässen für 201 Yards an, die Eagles verloren die Partie mit 14:20.

### 2019

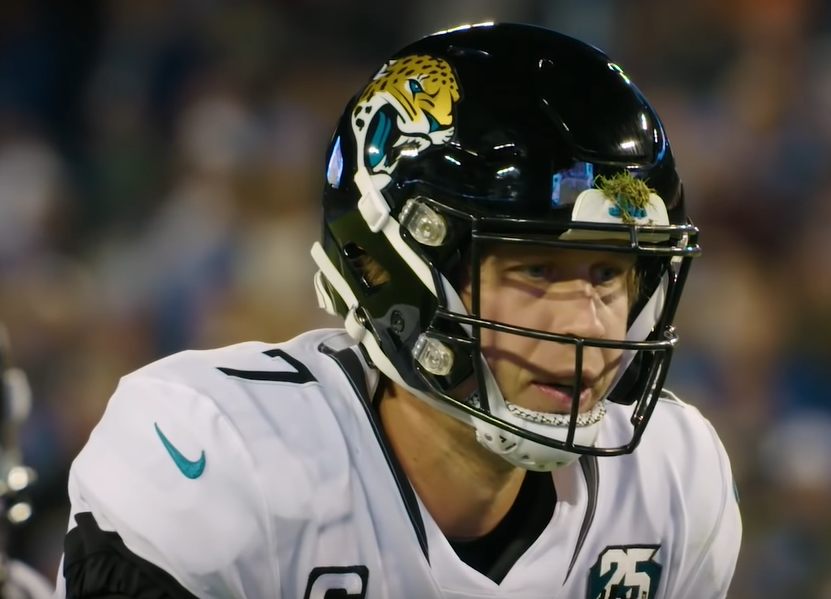
Foles bei den Jaguars (2019)

Am 11. März 2019 einigte sich Foles auf einen Vierjahresvertrag mit den Jacksonville Jaguars. In seinem ersten Spiel für die Jaguars verletzte er sich im ersten Quarter. Nach dem Spiel wurde ein Schlüsselbeinbruch diagnostiziert, durch den Foles für unbestimmte Zeit ausfällt. Am 5. November 2019 kündigten die Jaguars an, dass Foles in Woche 11 der Saison zurückkehren wird und die Rolle des Starters wieder übernimmt, nachdem Backup Gardner Minshew zuvor starke Leistungen gezeigt hatte. Nach einer schwachen ersten Hälfte gegen die Tampa Bay Buccaneers in Woche 13, in der Foles drei Turnover verursachte, wurde er für Minshew ausgewechselt, der in der Folge auch für das nächste Spiel zum Starter ernannt wurde.

### 2020 und 2021
Am 18. März 2020 gaben die Jaguars Foles im Austausch gegen einen Viertrundenpick an die Chicago Bears ab. Foles ging als Backup von Mitchell Trubisky in die Saison und ersetzte ihn nach schwachen Leistungen ab dem dritten Spieltag. Auch Foles konnte als Starter nicht überzeugen, sodass Trubisky, nachdem Foles sich am 10. Spieltag verletzt hatte, wieder als Starting Quarterback eingesetzt wurde. Er kam in neun Spielen zum Einsatz, davon siebenmal als Starter, dabei brachte er 64,7 % seiner Pässe für 1852 Yards Raumgewinn an und warf zehn Touchdownpässe bei acht Interceptions. In der Saison 2021 kam Foles als dritter Quarterback hinter Andy Dalton und Rookie Justin Fields nur am sechzehnten Spieltag zum Einsatz. Dabei lief er gegen die Seattle Seahawks als Starter auf und warf beim 25:24-Sieg einen Touchdownpass. Nachdem die Bears im März 2022 Trevor Siemian als neuen Backup für Fields verpflichtet hatten, wurde Foles entbehrlich und schließlich am 1. Mai 2022 entlassen.

### 2022
Im Mai 2022 unterschrieb Foles einen Zweijahresvertrag bei den Indianapolis Colts. Am 5. Mai 2023 wurde er von den Colts entlassen.

### Ruhestand
Am 8. August 2024 gab Foles sein Karriereende bekannt.

## NFL-Karrierestatistik

### Passing-Statistik derRegular Season
| Jahr   | Team   | Spiele | als Starter | Comp-Att  | Comp% | Yards  | TD | INT | QB Rtg |
| ------ | ------ | ------ | ----------- | --------- | ----- | ------ | -- | --- | ------ |
| 2012   | PHI    | 7      | 6           | 161–265   | 60,8  | 1.699  | 6  | 5   | 79,1   |
| 2013   | PHI    | 13     | 10          | 203–317   | 64,0  | 2.891  | 27 | 2   | 119,2  |
| 2014   | PHI    | 8      | 8           | 186–311   | 59,8  | 2.163  | 13 | 10  | 81,4   |
| 2015   | STL    | 11     | 11          | 190–337   | 56,4  | 2.052  | 7  | 10  | 69,0   |
| 2016   | KC     | 3      | 1           | 36–55     | 65,5  | 410    | 3  | 0   | 105,9  |
| 2017   | PHI    | 7      | 3           | 057–101   | 56,4  | 537    | 5  | 2   | 79,5   |
| 2018   | PHI    | 5      | 5           | 141–195   | 72,3  | 1.413  | 7  | 4   | 96,0   |
| 2019   | JAX    | 4      | 4           | 077–117   | 65,8  | 736    | 3  | 2   | 84,6   |
| 2020   | CHI    | 9      | 7           | 202–312   | 64,7  | 1852   | 10 | 8   | 80,8   |
| 2021   | CHI    | 1      | 1           | 024–35    | 68,6  | 250    | 1  | 0   | 98,5   |
| 2022   | IND    | 3      | 2           | 25–42     | 59,5  | 224    | 0  | 4   | 34,3   |
| Gesamt | Gesamt | 71     | 58          | 1302–2087 | 62,4  | 14.227 | 82 | 47  | 86,2   |

Quelle: NFL.com

### Passing-Statistik derPostseason
| Jahr   | Team   | Spiele | als Starter | Comp-Att | Comp% | Yards | TD | INT | QB Rtg |
| ------ | ------ | ------ | ----------- | -------- | ----- | ----- | -- | --- | ------ |
| 2013   | PHI    | 1      | 1           | 23–33    | 69,7  | 195   | 2  | 0   | 105,0  |
| 2017   | PHI    | 3      | 3           | 077–106  | 72,6  | 971   | 6  | 1   | 115,7  |
| 2018   | PHI    | 2      | 2           | 43–71    | 60,6  | 467   | 3  | 4   | 70,6   |
| Gesamt | Gesamt | 6      | 6           | 143–210  | 68,1  | 1.633 | 11 | 5   | 98,8   |

Quelle: pro-football-reference.com